# Maria Branyas
Maria Branyas Morera (n. 4 martie 1907, California, SUA – d. 19 august 2024, Olot, Catalonia, Spania) a fost o centenară spaniolă, născută în SUA, care a fost cea mai în vârstă persoană în viață verificată, de la moartea lui Lucile Randon (1904–2023) la 17 ianuarie 2023, până la moartea ei, la vârsta de 117 ani și 168 de zile.

## Viața personală
Maria Branyas Morera s-a născut la 4 martie 1907 în San Francisco, California, fiica lui Joseph Branyas Julia (1877–1915) și a Teresei Morera Laque (1880–1968). Maria Branyas Morera se afla într-o familie spaniolă expatriată (de origine catalană ) care se mutase acolo în 1906, cu un an înainte de a se naște. Ea și familia ei s-au mutat ulterior în Texas, apoi ulterior în New Orleans. În timp ce se afla în New Orleans, tatăl ei Josep a lucrat ca jurnalist și a fondat revista în limba spaniolă Mercurio. Familia a decis să se întoarcă în Catalonia în 1915 din cauza unor evenimente majore care l-au afectat pe tatăl lui Branyas. Amândoi se lupta din punct de vedere financiar, a declarat faliment, iar medicul lui i-a recomandat o mișcare pe fondul stării de sănătate în declin. Datorită prezenței navale germane în Oceanul Atlantic în timpul Primului Război Mondial, barca lor a trebuit să călătorească prin Cuba și Azore pentru a asigura trecerea în siguranță. Pe parcursul călătoriei, Branyas și-a pierdut capacitatea de a auzi la o ureche după ce a căzut de pe puntea superioară pe puntea inferioară în timp ce se juca cu frații ei. Tatăl lui Branyas a murit și el de tuberculoză în timpul călătoriei, iar mama ei s-a recăsătorit mai târziu. Familia sa stabilit mai întâi în Barcelona și ulterior sa mutat la nord-est în orașul Banyoles.
În iulie 1931, Branyas s-a căsătorit cu un traumatolog⁠(en)[traduceți] pe nume Joan Moret, cu care a avut trei copii. În timpul războiului civil spaniol, Branyas a fost angajată ca asistentă, lucrând alături de soțul ei la un spital naționalist de campanie din Trujillo, Extremadura. În timp ce mai târziu locuia în Girona, Moret a devenit liderul regional al organizației de sănătate Obra Sindical 18 de Julio⁠(es)[traduceți]. A fost, de asemenea, directorul Spitalului Josep Trueta din Girona din 1972 până în 1974. Branyas a lucrat ca asistent medical și asistentul soțului ei până la moartea acestuia în 1976.
În anii 1990, Branyas a călătorit în Egipt, Italia, Țările de Jos și Anglia și s-a apucat de cusut, muzică și lectură. În 2000, la vârsta de 93 de ani, s-a mutat într-un azil de bătrâni din Olot, Catalonia, după ce a contractat o pneumonie. Branyas a fost descrisă ca un rezident activ acolo, continuând să facă exerciții până când mobilitatea ei s-a deteriorat. Branyas a cântat la pian până la vârsta de 108 ani, iar acum folosește o platformă voce-text pentru a comunica din cauza pierderii auzului. Ea are 11 nepoți și a supraviețuit fiului ei cel mare, August, care a murit într-un accident de tractor la vârsta de 86 de ani

## Sănătatea și longevitatea
Branyas a devenit supercentenară în 2017, fapt ce este realizat de aproximativ unul din 1.000 de centenari. În martie 2020, Branyas a devenit cea mai în vârstă persoană care s-a vindecat de COVID-19. Într-un interviu pentru The Observer, ea a cerut un tratament mai bun al persoanelor în vârstă: „Această pandemie a dezvăluit că persoanele în vârstă sunt cele uitate ale societății noastre. Au luptat toată viața, și-au sacrificat timpul și visele pentru calitatea vieții de astăzi. nu merita să părăsească lumea în acest fel”.
În iulie 2020, Consiliul Național de Cercetare din Spania și Farmacia Dalt au realizat un studiu de cercetare privind impactul pandemiei de coronavirus asupra rezidenților din casele de îngrijire pentru bătrâni. Studiul s-a numit Proyecto Branyas („Proiectul Branyas”) în onoarea ei.
Branyas a devenit oficial cea mai în vârstă persoană vie din lume la 17 ianuarie 2023, după moartea lui Lucile Randon din Franța. Ea a devenit, de asemenea, cea mai în vârstă persoană care a locuit vreodată în Spania la 21 aprilie 2023, după ce a depășit-o pe Ana María Vela Rubio, și cea mai în vârstă emigrantă, la 14 mai 2023, după ce a depășit-o pe Tekla Juniewicz.
Ea a devenit recent subiectul cercetării științifice ca urmare a lipsei problemelor de sănătate sau  de memorie, în ciuda vârstei înaintate.